# Kees van der Staaij
Cornelis Gerrit (Kees) van der Staaij (Vlaardingen, 12 september 1968) is een Nederlands jurist en voormalig politicus van de Staatkundig Gereformeerde Partij (SGP). Sinds 1 juni 2024 is hij staatsraad bij de Afdeling advisering van de Raad van State. Van 19 mei 1998 tot en met 5 december 2023 was hij lid van de Tweede Kamer; van 27 maart 2010 tot 25 augustus 2023 als partijleider van de SGP en fractievoorzitter in de Tweede Kamer. Vanaf maart 2017 was hij het langstzittende lid (nestor) van de Tweede Kamer.

## Jeugd en loopbaan
Van der Staaij groeide op in Vlaardingen, Tiel en Rhenen als tweede van vijf kinderen. Na het vwo op het Van Lodensteincollege in Amersfoort te hebben doorlopen, studeerde hij rechten aan de Rijksuniversiteit Leiden. Hij specialiseerde zich in de staats- en bestuursrecht en de vrije studierichting. Hij vervulde in die tijd vrijwilligerswerk voor het SGP-Studiecentrum. Na het vervullen van zijn dienstplicht werkte Van der Staaij enkele jaren bij de afdeling bestuursrechtspraak van de Raad van State.

## Tweede Kamerlid
In 1998 werd hij op 29-jarige leeftijd gekozen tot lid van de Tweede Kamer voor de fractie van de SGP. Sinds 1998 hield hij zich hier bezig met: binnenlandse zaken en Koninkrijksrelaties, Europese zaken, financiën, landbouw, natuur en voedselkwaliteit, verkeer en waterstaat, volksgezondheid, welzijn en sport, de vernieuwing van de Wet op de Parlementaire Enquête, buitenlandse zaken, defensie, economische zaken, justitie, Nederlands-Antilliaanse en Arubaanse Zaken, onderwijs, cultuur en wetenschap, Rijksuitgaven, sociale zaken en werkgelegenheid, volkshuisvesting, ruimtelijke ordening en milieubeheer en wonen, wijken en integratie. Hij zat namens de SGP in de parlementaire enquêtecommissie Bouwnijverheid (2002-2003).

### Politiek leider SGP
Het partijbestuur van de SGP droeg Van der Staaij op 18 december 2009 voor als kandidaat-lijsttrekker voor de eerstvolgende Kamerverkiezingen, die later al in juni 2010 zouden blijken te zijn. Op 27 maart 2010 werd hij tijdens het partijcongres de nieuwe partijleider en sprak hij zijn streven uit voor drie zetels, ook omdat zijn voorganger Van der Vlies “voor twee telt”. Het werden weer twee zetels, met Van der Staaij als fractievoorzitter en Elbert Dijkgraaf als zijn collega. Van der Staaij houdt zich in zijn rol bezig met algemene zaken, justitie, binnenlandse zaken, Koninkrijksrelaties, buitenlandse zaken, Europese zaken, ontwikkelingssamenwerking, defensie, volksgezondheid, welzijn en sport, immigratie en asiel.
Van der Staaij was bij de Tweede Kamerverkiezingen van september 2012 wederom lijsttrekker. Bij deze verkiezingen won de SGP er één zetel bij. Van der Staaij zegt te streven naar “vanuit Bijbelse waarden en normen herkenbaar en constructief bijdragen aan goede besluitvorming”. Op 24 november 2016 won Van der Staaij de Thorbeckeprijs voor politieke welsprekendheid. De SGP-leider werd geroemd om zijn heldere formuleringen en humor. Van der Staaij kreeg de prijs, een bronzen beeldje van de liberaal Thorbecke, uit handen van Kamervoorzitter Khadija Arib.
In 2017 kwam van der Staaij in het nieuws met een opiniestuk in The Wall Street Journal met als kop “In the Netherlands, the doctor will kill you now.” Van der Staaij gaf aan dat het stuk wel van zijn hand was maar de kop door de Wall Street Journal was gemaakt. Bij de Tweede Kamerverkiezingen 2017 was Van der Staaij opnieuw lijsttrekker. De SGP behaalde wederom 3 zetels.
Vanaf 2018 zat Van der Staaij een parlementaire werkgroep voor die zich boog over een mogelijke herziening van het Reglement van Orde van de Tweede Kamer. Van der Staaij werd in september 2020 lijsttrekker voor de Tweede Kamerverkiezingen 2021. Op 25 augustus 2023 kondigde hij aan na de verkiezingen van november dat jaar uit de Tweede Kamer te vertrekken. Bij zijn afscheid van de Tweede Kamer op 5 december 2023 werd hij benoemd tot ridder in de Orde van Oranje-Nassau.

## Na de Tweede Kamer
Vanaf 1 februari 2024 is Van der Staaij gezant maritieme maakindustrie bij de Rijksoverheid. Hij is toezichthouder bij Driestar educatief en maatschappelijke raadslid bij Gevangenenzorg Nederland. Sinds 1 juni 2024 is hij staatsraad bij de Afdeling advisering van de Raad van State.

## Persoonlijk leven
Van der Staaij is getrouwd en heeft twee uit Colombia geadopteerde kinderen. Het echtpaar Van der Staaij bracht in 2004 een boek uit over het adoptieproces, Liefs uit Bogotá. Van der Staaij is lid van de Oud Gereformeerde Gemeenten in Nederland, waar hij tevens dient als ouderling.

## Publicaties
- Kees van der Staaij: Goede gesprekken. Over geloof, hoop en liefde. Amsterdam, Prometheus, 2016. ISBN 9789044631807
- Kees van der Staaij: Woord houden. Christelijke politiek in de praktijk. Zoetermeer, Boekencentrum, 2010. ISBN 978-90-239-2547-7
- Marlies & Kees van der Staaij: Liefs uit Bogotá. Ons verhaal over adoptie. Zoetermeer, Boekencentrum, 2004. ISBN 90-239-1647-6

- Parlement.com: vg09llkcvyuk